# Arkoe (Misuri)
Arkoe es un pueblo ubicado en el condado de Nodaway en el estado estadounidense de Misuri. En el Censo de 2010 tenía una población de 68 habitantes y una densidad poblacional de 193,05 personas por km².

## Geografía
Arkoe se encuentra ubicado en las coordenadas 40°15′35″N 94°49′45″O / 40.25972, -94.82917. Según la Oficina del Censo de los Estados Unidos, Arkoe tiene una superficie total de 0.35 km², de la cual 0.35 km² corresponden a tierra firme y (0%) 0 km² es agua.

## Demografía
Según el censo de 2010, había 68 personas residiendo en Arkoe. La densidad de población era de 193,05 hab./km². De los 68 habitantes, Arkoe estaba compuesto por el 100% blancos, el 0% eran afroamericanos, el 0% eran amerindios, el 0% eran asiáticos, el 0% eran isleños del Pacífico, el 0% eran de otras razas y el 0% pertenecían a dos o más razas. Del total de la población el 0% eran hispanos o latinos de cualquier raza.